# Sten Burén
Bo Arvid Sten Burén, född 12 juli 1909 i Södra Munkarp, Gudmuntorps församling, Malmöhus län, död 31 januari 1993 i Burlövs församling, Skåne län, var en svensk konstnär.
Burén studerade konst i Berlin och för Jules Schyl samt under studieresor till Tyskland, Österrike och Schweiz. Bland hans offentliga arbeten märks utsmyckningen av Fångvårdsanstaltens kyrksal i Malmö och glasmosaiker för Sigfridssalen i Arlöv. Hans konst består av figurframställningar i en halvkubistisk stil, motiv i kakelmosaik och intarsia. Burén är representerad vid Kulturen i Lund.